# 西長堀出入口
西長堀出入口（にしながほりでいりぐち）は、大阪府大阪市西区の阪神高速道路3号神戸線・16号大阪港線の出入口。神戸・天保山方面のみ出入口のあるハーフICである。

## 歴史
神戸線・大阪港線開通時には未供用であったが、神戸線出入口は1993年、大阪港線出入口は1994年に供用を開始した。1号環状線の渋滞緩和や神戸線・大阪港線の利便性向上を目的に設置された。

### 年表
- 1993年5月20日 - 神戸線出入口の供用開始。
- 1994年7月14日 - 大阪港線出入口の供用開始。

## 道路
- 阪神高速3号神戸線(3-01)
- 阪神高速16号大阪港線(16-02)

## 周辺
- 西区役所
- 大阪市立中央図書館
- 西長堀駅
- 木津川

## 接続する道路
- 直接接続
  - 新なにわ筋（大阪府道29号大阪臨海線）
- 間接接続
  - 長堀通（大阪府道173号大阪八尾線）
  - 国道172号

## 料金所

### 西長堀料金所
- ブース数：2
  - ETC専用：1
  - ETC/一般：1

## 隣
阪神高速3号神戸線
阿波座JCT - (3-01)西長堀出入口 - (3-02)中之島西出入口
阪神高速16号大阪港線
(16-01)阿波座出入口 - 阿波座JCT - (16-02)西長堀出入口 - (16-03)九条出口/(16-04)本田入口